# Sabrina Germanier
Sabrina Soledad Germanier, född 7 juni 1997 i Colón, Argentina är en volleybollspelare (passare).
Germanier debuterade i högsta serien säsongen 2013/2014 med Club Social y Deportivo San José. Hon gick över till CA Boca Juniors 2016. Hon vann flera titlar med klubben innan hon 2021 flyttade till Frankrike där hon spelat med flera olika klubbar.
Germanier spelar med landslaget och deltog med dem i OS 2020, där laget dock kom näst sist.